# Чемпіонат СРСР з футболу 1972: перша зона другої ліги
Чемпіонат УРСР з футболу 1972 — 2-й турнір серед команд української зони другої ліги. Тривав з 6 квітня по 31 жовтня 1972 року.

## Огляд
У порівнянні з торішніми змаганнями, кількість учасників зменшилась на дві команди, і відповідно скоротилася кількість матчів: з 50 до 46.
Переможцем другої першості став івано-франківський «Спартак» (старший тренер — Віктор Лукашенко). Срібні і бронзові нагороди отримали відповідно ужгородська «Говерла» (старший тренер — Дезидерій Товт) та сімферопольська «Таврія» (старші тренери — Валентин Бубукін (до серпня), Анатолій Заяєв).
«Рубіновий кубок» газети «Молодь України», приз для найрезультативнішої команди чемпіонату, здобула ужгородська «Говерла» (70 забитих м'ячів).
Перемогу в суперечці бомбардирів ліги здобув Віктор Байгузов з кадіївського «Шахтаря» (24 забитих м'ячі). На три голи гол менше забив Микола Русин («Говерла»).

## Підсумкова таблиця
| Місце | Команда                      | В  | Н  | П  | М'ячі | О  |
| ----- | ---------------------------- | -- | -- | -- | ----- | -- |
| 1     | «Спартак» (Івано-Франківськ) | 23 | 17 | 6  | 51—28 | 63 |
| 2     | «Говерла» (Ужгород)          | 25 | 8  | 13 | 70—44 | 58 |
| 3     | «Таврія» (Сімферополь)       | 25 | 7  | 14 | 62—32 | 57 |
| 4     | «Суднобудівник» (Миколаїв)   | 20 | 17 | 9  | 48—25 | 57 |
| 5     | «Шахтар» (Кадіївка)          | 22 | 11 | 13 | 61—35 | 55 |
| 6     | «Динамо» (Хмельницький)      | 18 | 18 | 10 | 56—39 | 54 |
| 7     | «Локомотив» (Вінниця)        | 19 | 16 | 11 | 49—36 | 54 |
| 8     | «Автомобіліст» (Житомир)     | 19 | 15 | 12 | 44—31 | 53 |
| 9     | «Металург» (Жданов)          | 20 | 13 | 13 | 56—45 | 53 |
| 10    | Команда міста Чернігова      | 19 | 14 | 13 | 56—41 | 52 |
| 11    | «Будівельник» (Полтава)      | 17 | 17 | 12 | 44—45 | 51 |
| 12    | «Шахтар» (Макіївка)          | 16 | 18 | 12 | 47—40 | 50 |
| 13    | «Авангард» (Севастополь)     | 15 | 17 | 14 | 33—31 | 47 |
| 14    | «Зірка» (Кіровоград)         | 13 | 18 | 15 | 40—51 | 44 |
| 15    | «Будівельник» (Тернопіль)    | 14 | 15 | 17 | 50—55 | 43 |
| 16    | «Хімік» (Сєвєродонецьк)      | 15 | 13 | 18 | 37—49 | 43 |
| 17    | «Шахтар» (Горлівка)          | 9  | 22 | 15 | 43—44 | 40 |
| 18    | «Авангард» (Рівне)           | 13 | 14 | 19 | 41—52 | 40 |
| 19    | «Фрунзенець» (Суми)          | 16 | 8  | 22 | 36—51 | 40 |
| 20    | «Локомотив» (Херсон)         | 15 | 7  | 24 | 55—82 | 37 |
| 21    | «Буковина» (Чернівці)        | 10 | 16 | 20 | 32—62 | 36 |
| 22    | Команда міста Луцька         | 8  | 17 | 21 | 30—52 | 33 |
| 23    | «Локомотив» (Донецьк)        | 8  | 13 | 25 | 32—71 | 29 |
| 24    | «Маяк» (Харків)              | 2  | 11 | 33 | 15—47 | 15 |

## Результати
```
                   1   2   3   4   5   6   7   8   9   10  11  12  13  14  15  16  17  18  19  20  21  22  23  24 
1.Спартак         xxx 0-0 1-0 1-0 2-0 2-0 1-0 0-0 2-1 3-2 1-0 0-0 2-0 2-0 0-0 2-0 0-0 2-0 2-1 2-0 4-0 1-0 1-0 2-0  
2.Говерла         2-0 xxx 2-0 1-1 1-0 3-0 2-0 2-1 2-1 2-1 2-1 2-0 3-0 4-1 5-1 0-0 4-0 0-0 1-0 4-0 1-2 4-0 1-1 1-0  
3.Таврія          2-0 3-0 xxx 0-0 1-0 2-0 0-1 +:- 4-0 1-0 0-1 5-1 1-0 3-0 5-1 1-0 1-0 1-2 1-0 1-1 2-3 4-0 5-0 3-0  
4.Суднобудівник   3-0 1-0 0-1 xxx 1-1 0-0 2-0 0-0 0-1 2-0 1-0 0-0 2-0 1-0 2-1 2-1 0-0 2-0 2-0 2-0 4-1 2-0 2-1 3-2  
5.Шахтар (К)      2-0 4-1 1-0 0-0 xxx 0-1 2-0 1-0 1-2 2-2 2-0 1-1 0-1 3-1 2-1 3-0 2-1 4-1 3-0 0-1 2-0 1-0 4-0 0-0  
6.Динамо          2-2 4-1 3-1 0-0 3-2 xxx 0-2 0-0 2-2 3-0 1-0 1-1 0-0 1-2 0-1 4-0 2-1 2-0 2-0 5-1 4-1 1-0 2-0 1-1  
7.Локомотив (В)   0-1 3-2 2-1 1-2 0-0 0-0 xxx 1-1 0-1 0-0 0-0 1-0 2-0 1-0 2-0 3-1 2-1 2-1 2-0 1-0 3-0 3-1 4-1 +:-  
8.Автомобіліст    2-0 1-1 0-1 1-0 0-0 1-1 0-0 xxx 2-0 5-2 0-0 3-0 0-0 0-0 1-0 2-0 2-0 2-1 0-1 3-1 1-0 2-1 3-0 +:-  
9.Металург        4-0 1-1 0-0 1-2 0-2 2-1 2-1 1-1 xxx 1-0 1-1 2-0 2-1 1-0 3-4 2-0 0-0 1-0 0-1 0-0 4-0 1-1 3-2 +:-  
10.Чернігів       1-1 1-2 2-2 1-1 3-0 4-1 0-0 1-0 0-2 xxx 1-1 3-1 1-0 1-0 2-1 3-1 3-1 1-1 -:+ 4-0 3-1 1-0 2-1 0-0  
11.Будівельник (П)0-3 0-0 2-1 1-0 1-1 1-1 1-1 0-1 2-1 0-0 xxx 1-0 1-0 0-0 1-1 1-0 0-3 1-1 3-0 2-1 4-2 1-0 1-0 1-0  
12.Шахтар (М)     1-1 2-1 0-1 1-1 2-1 1-1 0-0 0-1 3-1 0-0 2-0 xxx 1-0 4-0 3-0 0-0 0-0 2-0 2-2 1-1 4-0 2-0 2-1 +:-  
13.Авангард (С)   0-0 3-0 3-1 1-1 0-1 0-0 1-2 2-1 2-0 1-0 1-1 0-0 xxx 1-0 2-2 1-0 0-0 2-0 1-0 1-0 0-0 1-0 1-0 0-0  
14.Зірка          1-1 2-1 0-0 0-0 1-0 1-0 1-0 0-0 0-0 0-3 1-1 3-1 1-1 xxx 1-0 2-0 2-1 1-3 1-0 3-3 1-1 2-2 2-2 3-0  
15.Будівельник (Т)0-2 0-1 2-1 1-0 1-1 0-0 0-0 0-2 1-1 0-0 1-3 0-0 1-0 2-0 xxx 1-1 1-1 2-0 2-0 4-0 1-2 0-0 2-2 +:-  
16.Хімік          1-1 1-0 1-1 2-1 2-1 0-0 0-0 3-0 1-0 0-1 4-2 1-0 1-0 0-0 0-2 xxx 0-0 1-0 2-0 1-0 2-0 0-2 4-1 +:-  
17.Шахтар (Г)     0-1 3-0 0-0 0-0 2-2 0-1 3-1 1-1 2-2 0-0 2-2 0-1 0-0 1-1 1-2 1-1 xxx 3-1 0-2 3-1 0-0 3-0 4-0 +:-  
18.Авангард (Р)   0-0 2-1 0-1 1-0 0-2 0-1 0-0 3-1 0-1 1-1 0-0 1-0 0-3 1-1 1-1 1-0 0-0 xxx 2-2 5-1 1-0 1-1 3-0 2-0  
19.Фрунзенець     1-1 0-3 0-1 1-2 2-1 1-3 0-1 0-0 0-1 1-0 2-0 0-0 2-1 1-1 0-0 4-2 1-0 0-1 xxx 2-3 1-2 0-0 3-0 1-0  
20.Локомотив (Х)  0-0 1-0 2-0 2-1 0-2 1-1 4-3 3-0 2-5 1-2 3-1 1-3 1-1 1-0 0-3 1-2 2-1 3-2 0-1 xxx 1-0 2-1 1-2 6-0  
21.Буковина       0-0 0-1 0-2 0-0 0-2 1-1 1-1 0-1 0-0 0-2 1-2 0-1 0-0 2-1 2-1 0-0 0-0 3-1 1-0 2-0 xxx 1-1 0-0 1-0  
22.Луцьк          1-1 1-2 1-0 0-0 0-0 0-0 0-0 1-2 0-2 1-0 1-1 1-2 0-0 1-2 2-0 0-0 1-1 0-0 0-1 2-1 1-1 xxx 3-1 2-0  
23.Локомотив (Д)  0-0 1-2 0-1 0-0 0-1 1-0 0-0 1-0 1-0 0-2 0-2 0-0 1-1 0-1 2-1 1-1 1-2 0-0 0-1 2-1 0-0 2-1 xxx 1-1  
24.Маяк           1-3 0-1 -:+ 0-1 -:+ -:+ 3-3 2-0 0-0 -:+ -:+ 1-1 -:+ 0-0 1-5 1-0 1-1 -:+ -:+ 0-1 1-1 -:+ 0-3 xxx
```

## Бомбардири
Найкращі голеадори чемпіонату УРСР:
| Футболіст            | Команда                    | Голи |
| -------------------- | -------------------------- | ---- |
| Віктор Байгузов      | «Шахтар» (Кадіївка)        | 24   |
| Микола Русин         | «Говерла» (Ужгород)        | 21   |
| Анатолій Лебідь      | «Локомотив» (Херсон)       | 19   |
| Володимир Дзюба      | «Локомотив» (Вінниця)      | 17   |
| Юрій Несміян         | «Автомобіліст» (Житомир)   | 16   |
| Віктор Полохов       | «Металург» (Жданов)        | 16   |
| Андрій Черемисін     | «Таврія» (Сімферополь)     | 15   |
| Валентин Прилепський | «Таврія» (Сімферополь)     | 15   |
| Володимир Фурсов     | «Шахтар» (Кадіївка)        | 15   |
| Євген Білобородов    | «Фрунзенець» (Суми)        | 14   |
| Олександр Євтушенко  | «Динамо» (Хмельницький)    | 13   |
| Віктор Клочко        | «Хімік» (Сєвєродонецьк)    | 13   |
| Ігор Іваненко        | «Динамо» (Хмельницький)    | 12   |
| Віктор Ступак        | «Зірка» (Кіровоград)       | 12   |
| Євген Даннекер       | «Суднобудівник» (Миколаїв) | 11   |
| Валерій Силецький    | «Суднобудівник» (Миколаїв) | 11   |
| Євген Сатаєв         | «Суднобудівник» (Миколаїв) | 11   |
| Микола Реутов        | «Буковина» (Чернівці)      | 11   |
| Степан Чопей         | «Спартак» (Ів.-Франківськ) | 10   |
| Василь Мелеш         | «Говерла» (Ужгород)        | 10   |
| Анатолій Помазан     | «Металург» (Жданов)        | 10   |
| Олександр Шакун      | к-да м. Чернігова          | 10   |
| Віктор Кириченко     | «Шахтар» (Макіївка)        | 10   |

## Призери
| 1. «Спартак» |
| Воротарі: Тарас Белей (38), Микола Костюк (10), Ярослав Чернига (1). Захисники: Богдан Горичок (43, 2), Юрій Іванов (41), Петро Кобичек (40, 2), Ярослав Павліський (40), Анатолій Бойко (28), Петро Кушлик (11). Півзахисники: Степан Рибак (46, 9), Олександр Мартиненко (43, 7), Валерій Голубцов (41, 6), Іван Волик (22, 2), Михайло Гнатишин (21), Анатолій Городянко (8, 1). Нападники: Віктор Аністратов (45, 6), Степан Чопей (43, 10), Віктор Козин (40, 6), Ігор Дирів (13, 1), Володимир Воронюк (8), Віктор Климов (2). Старший тренер — Віктор Лукашенко, начальник команди — Яків Борисов, тренер — Олександр Кольцов.                                                       |
| 2. «Говерла» |
| Воротарі: Віктор Грушко (37, 34п), Віктор Дубино (9, 10п). Захисники: Олександр Поллак (42, 7), Стефан Войтко (42, 1), Василь Медвідь (41, 2), Степан Гаджа (38), Микола Митровський (16), Микола Шевченко (16). Півзахисники: Володимир Пінковський (45, 5), Йосип Бордаш (42, 7), Юрій Чирков (44, 3), Томаш Пфайфер (38, 3), Іван Качур (36), Іван Вернер (22), Йосип Вагань (20). Нападники: Микола Русин (44, 21), Степан Варга (41, 4), Василь Мелеш (39, 10), Микола Іванчев (19, 1), Василь Стецьо (14). Старший тренер — Дезидерій Товт, начальник команди — Олександр Малець, тренер — Іван Пажо.                                                                                 |
| 3. «Таврія» |
| Воротарі: Валерій Макаров (25, 16п), Володимир Занін (21, 16п), Володимир Кормильцев (1). Захисники: Геннадій Гусєв (45), Володимир Григор'єв (43, 2), Олег Жилін (39), Анатолій Морозов (38), Володимир Лущенко (20), Валерій Шведюк (8). Півзахисники: Анатолій Кванін (40, 1), Юрій Аджем (39, 4), Іван Авдєєв (33, 2), Олександр Шиманович (30, 4), Анатолій Майборода (27, 5), В'ячеслав Портнов (16, 2). Нападники: Андрій Черемисін (43, 15), Валентин Прилепський (42, 15), Микола Климов (37, 4), Віктор Орлов (35, 8). Старші тренери — Валентин Бубукін (до серпня), Анатолій Заяєв (з серпня), начальник команди — Анатолій Заяєв, тренери — Анатолій Архипов, Володимир Пайсс. |

## Перехідний турнір
| М  | Команда                | І | В | Н | П | М    | О |
| -- | ---------------------- | - | - | - | - | ---- | - |
| 1. | «Кузбас» (Кемерово)    | 5 | 3 | 2 | 0 | 7:3  | 8 |
| 2. | «Металург» (Липецьк)   | 5 | 2 | 3 | 0 | 5:3  | 7 |
| 3. | «Даугава» (Рига)       | 5 | 2 | 2 | 1 | 6:2  | 6 |
| 4. | «Амур» (Благовєщенськ) | 5 | 1 | 1 | 3 | 4:6  | 3 |
| 5. | «Сокіл» (Саратов)      | 5 | 1 | 1 | 3 | 6:10 | 3 |
| 6. | «Терек» (Грозний)      | 5 | 1 | 1 | 3 | 6:10 | 3 |

Додатковий матч за 3 путівку у першу лігу.
- «Спартак» (Івано-Франківськ) — «Даугава» (Рига) 0:1, 3:1.

## Фінальний турнір КФК
| М  | Команда                  | І | В | Н | П | М    | О |
| -- | ------------------------ | - | - | - | - | ---- | - |
| 1. | «Енергія» (Нова Каховка) | 5 | 3 | 1 | 1 | 9:3  | 7 |
| 2. | «Авангард» (Стрий)       | 5 | 3 | 1 | 1 | 8:3  | 7 |
| 3. | «Сокіл» (Львів)          | 5 | 2 | 3 | 0 | 4:1  | 7 |
| 4. | «Шахтар» (Свердловськ)   | 5 | 1 | 2 | 2 | 2:6  | 4 |
| 5. | «Хімік» (Чернігів)       | 5 | 1 | 1 | 3 | 3:7  | 3 |
| 6. | «Шахтар» (Лисичанськ)    | 5 | 1 | 0 | 4 | 4:10 | 2 |